# Johanneskirche (Affaltrach)

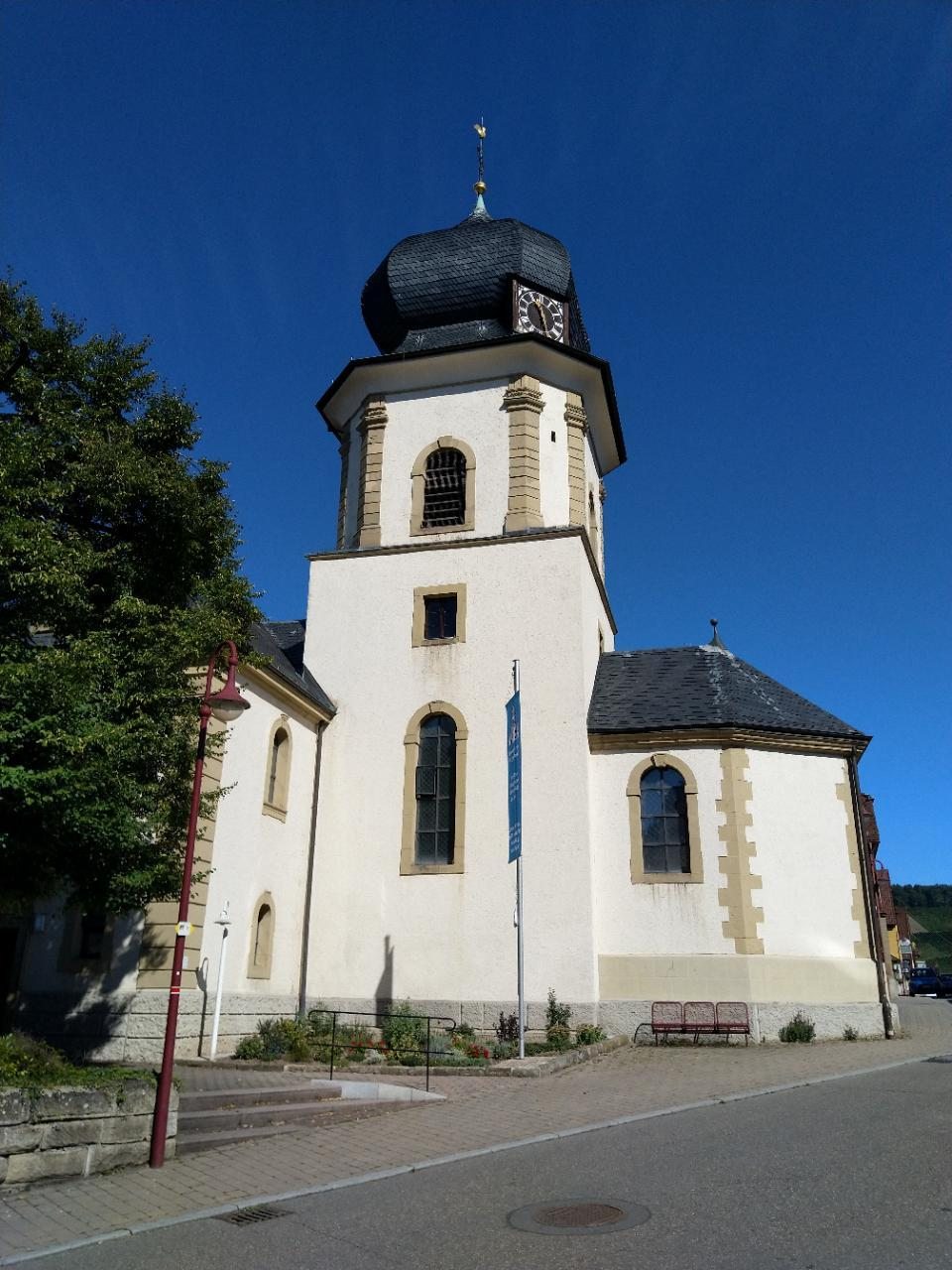
Neobarocker Turmaufbau der Johanneskirche in Form eines Oktogons mit welscher Haube und Uhr

Die Johanneskirche ist eine evangelische Pfarrkirche in Affaltrach, einem Ortsteil der Gemeinde Obersulm im nördlichen Baden-Württemberg. Die Kirche war vom 17. Jahrhundert bis 1899 Simultankirche für die evangelische und die katholische Gemeinde des Ortes. Sie gehört zur evangelischen Kirchengemeinde Affaltrach im Kirchenbezirk Weinsberg-Neuenstadt der Evangelischen Landeskirche in Württemberg.

## Geschichte

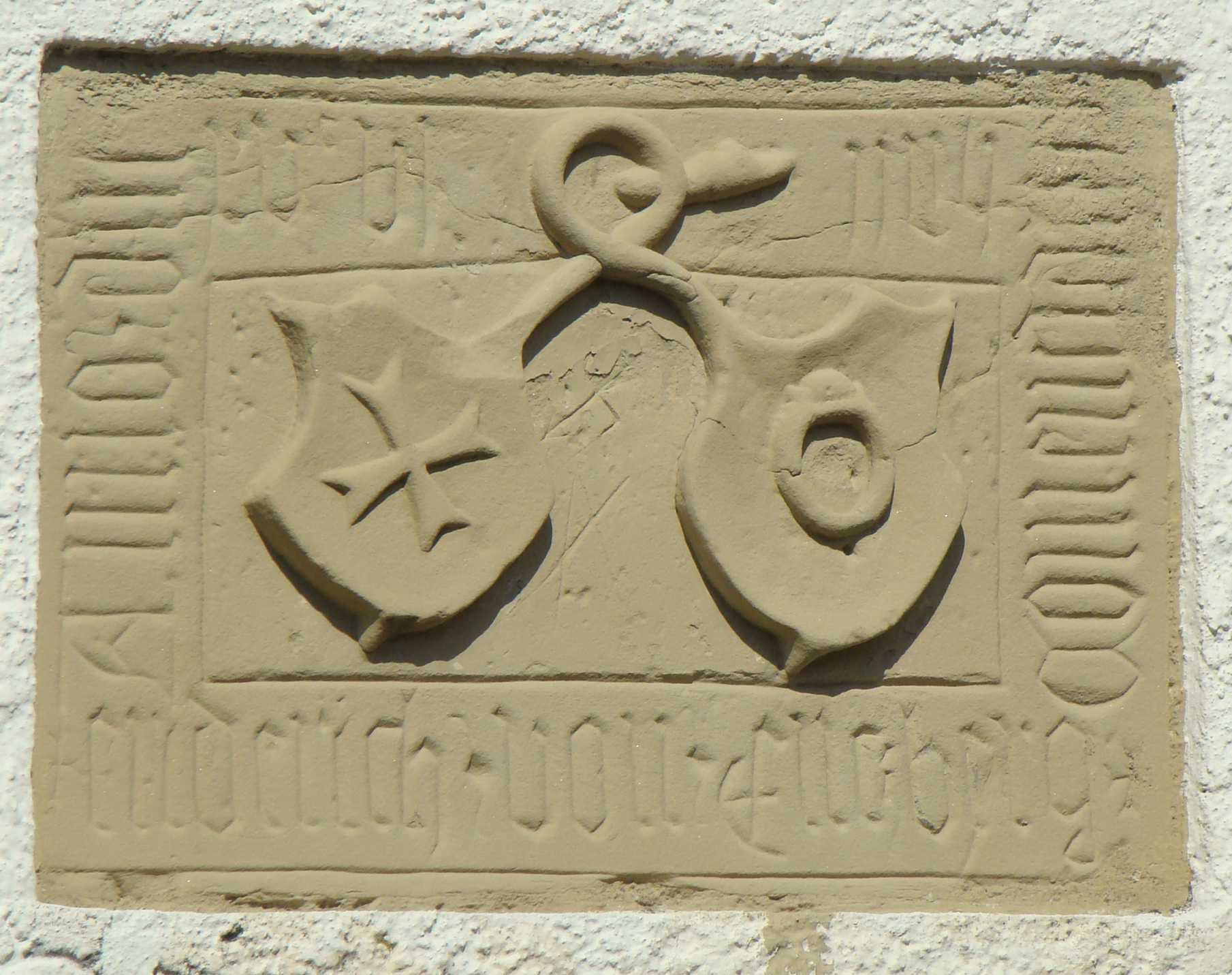
Wappenstein an der Johanneskirche

Die Kirche geht zurück auf die ursprüngliche Kirche des Ortes, die 1289 erstmals erwähnt wurde, als Rupert von Dürn drei Viertel des Patronatsrechts dem katholischen Johanniterorden in Hall schenkte. Das restliche Viertel gehörte den Grafen von Löwenstein, kam jedoch noch im selben Jahr auch an die Johanniter, die ab 1406 auch die Ortsherrschaft in Affaltrach besaßen. Das heutige Kirchengebäude wurde nach einer Urkunde aus dem 17. Jahrhundert im Jahre 1400 errichtet, die große Glocke der Kirche stammt aus dem Jahr 1410. Ob die Kirche bereits ursprünglich Johannes dem Täufer geweiht war oder dieses Patrozinium erst durch die damaligen Johanniter gewählt wurde, ist nicht bekannt. Um 1500 wurde die Kirche grundlegend renoviert.
Zur Zeit der Reformation wandte sich der größte Teil der Affaltracher Einwohner der protestantischen Lehre zu. Der erste evangelische Pfarrer an der Kirche war von 1570 bis 1599 Georg Trautmann. Ob es unmittelbar nach der Reformation überhaupt noch Katholiken in Affaltrach gab, ist umstritten. Sicher ist jedoch, dass der nach der Reformation katholisch gebliebene „Johanniterorden“ (Großpriorat Deutschland, Ballei Oberdeutschland/Schwaben, Kommende Affaltrach) seither eigentlich die heute übliche Bezeichnungen Malteser beziehungsweise Malteserorden trägt und nachreformatorisch nicht zu verwechseln ist mit dem evangelisch gewordenen und bis heute gebliebenen Johanniterorden. Jedenfalls wurden seit dem Ende des Dreißigjährigen Krieges verstärkt Katholiken im Ort angesiedelt und ab 1660 ist wieder katholischer Gottesdienst in Affaltrach bezeugt, so dass die Kirche als Simultankirche für evangelische und katholische Gläubige diente. Religiöse Auseinandersetzungen blieben nicht aus. Ein Vertrag von 1706 zwischen Württemberg als Schutzherr der Evangelischen und dem Malteserorden(!) als Schutzherr der Katholiken brachte mehrere Jahrzehnte friedliches Miteinander. Ab 1750 wurden der Turm erneuert und der Chor angebaut. Um dieselbe Zeit brachen die konfessionellen Streitigkeiten erneut aus. Es ging um das Begräbnis von Pfarrern in der Kirche, das Wegerecht auf dem Kirchhof, die Aufstellung von Altären, das Fällen von Bäumen in zum Kirchenvermögen gehörenden Waldgrundstücken, die Aufstellung einer Kommode in der Sakristei, die Verwendung von Opfergeldern und anderes. In vielen der Konflikte setzte sich die nach Kopfzahl kleinere katholische Gemeinde durch, lag doch die Ortsherrschaft beim katholischen Orden.
Ein gleichberechtigtes und rücksichtsvolles Verhältnis zwischen den Konfessionen entwickelte sich erst im Zeitalter Napoleons, als 1806 die geistlichen Landesherren, also auch die Orden, ihre herrschaftlichen Rechte verloren. Affaltrach kam dabei zu Württemberg, die nach Konfessionen getrennten Kirchenvermögen wurde in einen gemeinsamen Fonds überführt. Die gemeinsamen Finanzen führten vor allem gegen Ende des 19. Jahrhunderts erneut zu Auseinandersetzungen. Seit 1889 plante die katholische Gemeinde, eine eigene Kirche zu errichten, womit das problematische Simultaneum auf sein Ende zuging.
Nach der Fertigstellung der katholischen Kirche St. Johann Baptist im Jahr 1899 wurde die evangelische Kirchengemeinde Alleineigentümerin der alten Pfarrkirche St. Johann, die sie daraufhin mit Architekt Theophil Frey bis 1902 um ein Querhaus erweiterte und renovierte. 1991/92 wurde die Kirche außen und 1996/97 innen renoviert.

## Ausstattung
Das Chorfenster mit dem Motiv Jesus segnet die Kinder entwarf der Stuttgarter Künstler Theodor Bauerle. Das Bleiglasfenster wurde 1902 ausgeführt und eingebaut von der Glasmalwerkstatt Waldhausen & Ellenbeck.
Seit den Renovierungsarbeiten 1992 und 1997 schmückt das gestiftete Gemälde des aus Heilbronn stammenden Wiener Künstlers Heinrich Friedrich Füger Christus als Weltenherrscher von 1812 die nördliche Längswand.